# About Time (album des Stranglers)
Pour les articles homonymes, voir About Time.
Albums de The Stranglers
Stranglers in the Night
(1992) Written in Red
(1997)
About Time est album du groupe The Stranglers sorti en 1995 sur le label indépendant Eagle Records.

## Titres
1. Golden Boy – 3:13
2. Money – 3:20
3. Face – 3:27
4. Sinister – 4:44
5. Little Blue Lies – 3:34
6. Still Life – 5:20
7. Paradise Row – 3:51
8. She Gave It All – 4:45
9. Lies And Deception – 3:50
10. Lucky Finger – 4:14
11. And The Boat Sails By – 4:33